# Héderváry Hugó
Hévízgyörki Héderváry Hugó, Hadl (Újpest, 1869. július 19. – Budapest, Józsefváros, 1930. május 31.) gyógyszerész, gyógyszerészdoktor. Testvére Héderváry Lehel ügyvéd, lapszerkesztő, unokahúga Héderváry Klára.

## Élete
Apja hévízgyörki Héderváry Sámuel (1830–1922) főorvos, az újpesti kórház alapítója, anyja Luxenberg Cecília (1831–1919) volt. A Kolozsvári Magyar Királyi Ferenc József Tudományegyetemen 1890-ben gyógyszerészi, a Budapesti Tudományegyetemen pedig 1903-ban gyógyszerészdoktori oklevelet szerzett. Alkalmazott évei után, 1898-tól az erzsébetfalvi (Pesterzsébet) Arany Sas Gyógyszertár, majd 1904-től haláláig a budapesti Szent Lajos Gyógyszertár tulajdonosa volt. Tagja volt a Budapesti Gyógyszerész Testületnek és pénztárnoka a Magyarországi Gyógyszerész Egyesületnek, s ez utóbbi minőségében sokat tevékenykedett az Egyesület segélyalapjáért. 1921-ben kilépett a Budapesti Gyógyszerész Testületből és az úgynevezett „disszidens csoport” élére állt. Szerepet vállalt a Magyar Gyógyszerész szaklap 1927. évi megalapításában. A Magyarországi Gyógyszerész-Egyesület, a kari ügyek körül szerzett érdemeiért, tiszteletbeli tagjává választotta. A Budapesti Unitárius Egyház keblitanácsosa volt.
A Fiumei úti sírkertben helyezték végső nyugalomra.

## Családja
Házastársa Rácz (Reismann) Vilma (1874–1951) volt, Reismann Jakab és Schlesinger Ilka lánya, akivel 1897. november 14-én Budapesten kötött házasságot. Felesége 1913-ban kikeresztelkedett az unitárius hitre, nevét pedig 1946-ban Ráczra változtatta.
Gyermekei
- Héderváry Melinda Vilma (1899–?). Férje (1921-ig) Vári Tibor főorvos.
- Héderváry Klarissza Magdolna (1904–1967). Férje Halász János (1902–1968) ügyvéd, Halász Frigyes fia.

## Főbb művei
- A chlorvíz és az ammoniumhydroxyd egymásra való hatásáról. Gyógyszerészdoktori értekezés. (Budapest, 1903)